# Бодуэн, Франсуа
Франсуа Бодуэн (фр. François Baudouin, лат. Balduinus; 1 января 1520, Аррас — 24 октября 1573, Париж) — французский государственный деятель, юрист, историк и христианский полемист. Пытался примирить католиков и протестантов. Считался кальвинистом, принявшим католичество.

## Биография
Родился в Аррасе, тогда входившем в состав империи Габсбургов, и учился в монастырской школе Св. Ведаста. Бодуэн изучал юриспруденцию в университете Лювена у Габриэля Мудея. Он поселился в Аррасе, где продолжил учёбу и работал адвокатом, но в 1545 году был изгнан из города по обвинению в кальвинистских симпатиях.
В 1540 году уехал в Париж, где публиковал в 1542–1547 годах свои комментарии к римскому праву. В 1546 году ему разрешено было открыть совместно с Франсуа Отманом частные курсы римского права. С того же времени он участвует в религиозных дискуссиях, стараясь примирить католическую и протестантскую мысль.
В 1549 году Бодуэн, получив докторскую степень, занял оставшуюся вакантной за отъездом Дуарена кафедру римского права в Буржском университете. В 1555 году, после возвращения Дуарена и конфликта между ними, вынужден был покинуть кафедру. После публичной полемики с Дуареном в 1556 году уехал в Гейдельбергский университет, где занял кафедру истории.
Вернувшись во Францию в 1561 году, Бодуэн пытался примирить католиков с гугенотами, организовав между ними диспуты для мирного разрешения религиозных вопросов. Гугеноты разорвали с ним всякие отношения. Католики также ненавидели его за приверженность к протестантизму, в результате чего Парижский университет предал его суду как еретика.
Он покинул Францию в 1562 году и уехал в Триент, где занялся воспитанием Карла Бурбонского, побочного сына короля Наваррского. Вскоре после того Бодуэн вернулся на свою родину, где благодаря протекции кардинала Лотарингского и архиепископа Камбре был прощён и в 1563 году после торжественного отречения получил кафедру в университете в Дуэ.
В 1572 году власти предлагают ему написать сочинение, оправдывающее Варфоломеевскую ночь. Бодуэн ответил отказом.
Собирался сопровождать своего покровителя Генриха Анжуйского — теперь короля Польши — в Краков, но умер в 1573 году в Париже от лихорадки.

## Произведения и вклад

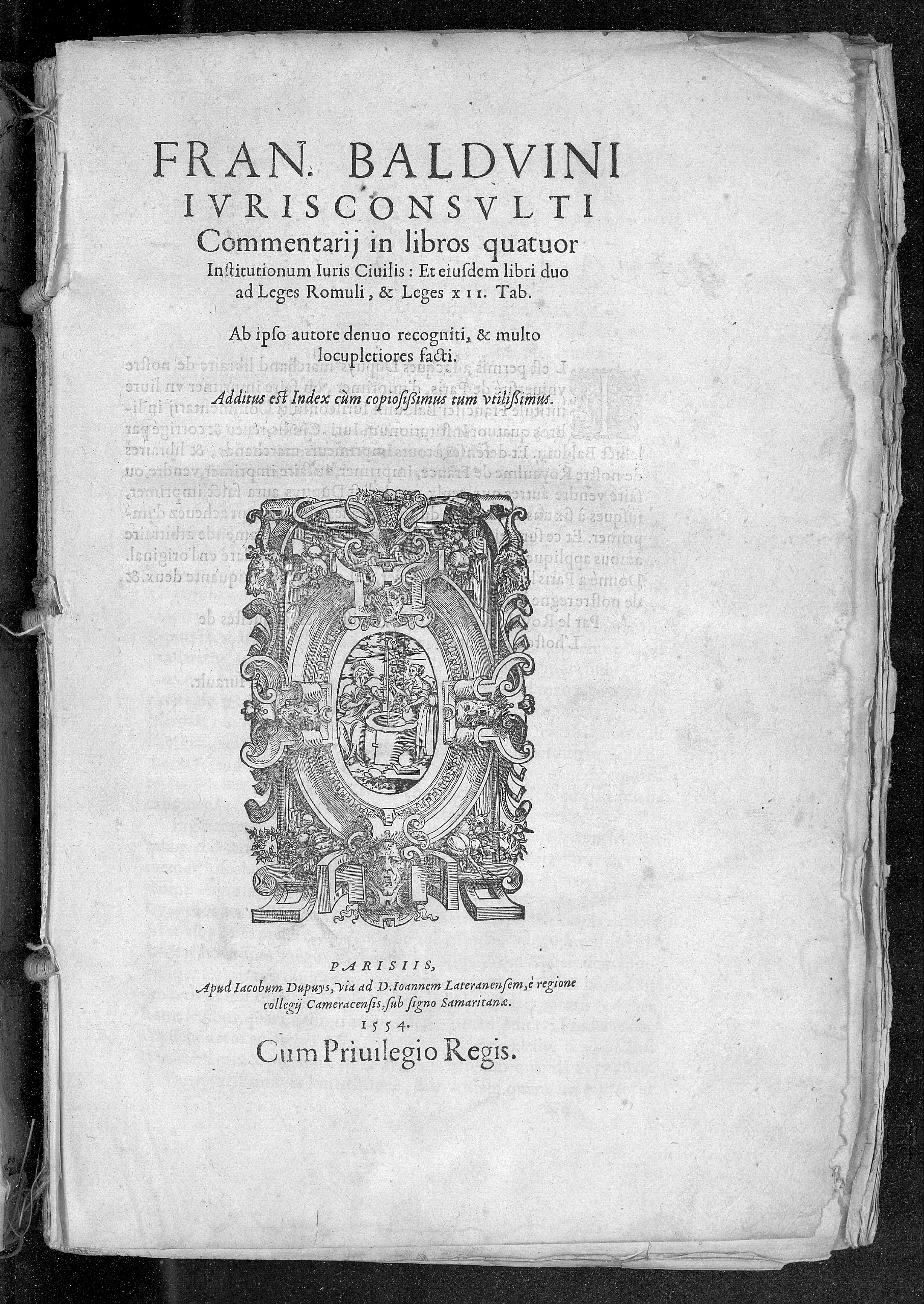
Commentarii in libros quatuor Institutionum Iuris Civilis, 1554

Бодуэн оставил после себя многочисленные произведения, например: «Аннотации к 4 книгам Институций императора Юстиниана», «Катехизис гражданского права», «Комментарии к эдикту древнеримских принцепсов о христианах», «Константин Великий», «Об изучении всеобщей истории и ее связи с юриспруденцией», «Комментарии к законам XII таблиц», «Комментарии к законам Ромула» и т. д. Ниже представлены отрывки из «Комментариев к законам Ромула» и «Комментариев к законам XII таблиц».
Он известен как последовательный сторонник сравнительно-исторического метода в историографии и юриспруденции. Его источниковедческий анализ включал в себя сравнение норм архаического права с нормами классического права, а также христианскими нормами и моралью. Последнюю он ставил выше всего, противопоставляя ей языческое архаическое право. При этом юридическую мысль классической эпохи он считал частью христианского наследия — например, он считал христианскими не только Дигесты Юстиниана (составленные из цитат юристов классической эпохи), но и сами их труды (например, сочинения Ульпиана или Папиниана).